# Házi zugpók
A házi zugpók (Tegenaria domestica) a pókszabásúak (Arachnida) osztályának pókok (Araneae) rendjébe, ezen belül a főpókok (Araneomorphae) alrendjébe és a zugpókfélék (Agelenidae) családjába tartozó faj.
A Tegenaria póknem típusfaja.

## Előfordulása
A házi zugpók eredeti előfordulási területe Európában volt; Svédországtól Görögországig, valamint a Brit-szigetektől egészen Ázsiáig sokfelé előfordul. Manapság Nyugat-Ázsiában is vannak állományai. Észak-Amerikába a Napóleoni háborúk idején került be; a pókot akaratlanul a brit fakereskedők hurcolták át az Atlanti-óceánon. Manapság pedig eme kontinensen, a kelet-kanadai szigettartományoktól egészen az Amerikai Egyesült Államokbeli Louisiana államig található meg.

## Megjelenése
A teste hosszúkás, lapított fejtorral (cephalothorax) és egyenes potrohhal (abdomen). A test/lábak arány általában 50-60%, mely 7,5-11,5 milliméter a nőstény esetében és 6-9 milliméter a hím esetében. A hímet a nősténytől a következő jellemzők különböztetik meg: hosszabb és fürgébb lábak, felfújt tapogatólábak (pedipalpus) és hosszabb potroh. Továbbá a viselkedésük is más. Általában sötét narancssárgák vagy barnák, néha szürkék is lehetnek. A lábaik általában csíkozottak. a fejtoron két szürke vagy fekete csík fut végig. A potrohon az alapszínhez képest, világosabb mintázatok vannak. A nyolc szeme közül, hat előre néz.

## Életmódja
Kerüli a napsütötte részeket. A hálója tölcsérszerű, számos kinyúlással. A házban élő nőstény, ha elég meleg van és nem zavarják, akár 7 évet is elélhet, míg a szabadban élő nőstény a tél beálltával elpusztul. A hím nem készít hálót, hanem rövidke életét a nőstények felkutatásával tölti. A házi zugpók háló nélkül is képes vadászni. Az ember elől elfut, de ha nincs kiút, akkor harap. A harapása nem fájdalmas, az emberre nézve nem veszélyes.

## Szaporodása
Késő ősszel a nőstény hálóból szőtt tokba 50 darab petét rak, melyre aztán vigyáz. A kis pókok kora és középső áprilisban kelnek ki; felnőttkorukig akár hétszer is vedlenek.

## Fordítás
- Ez a szócikk részben vagy egészben  a   Tegenaria domestica című angol Wikipédia-szócikk ezen változatának fordításán alapul.  Az eredeti cikk szerkesztőit annak laptörténete sorolja fel. Ez a jelzés csupán a megfogalmazás eredetét és a szerzői jogokat jelzi, nem szolgál a cikkben szereplő információk forrásmegjelöléseként.